# Реково (Битівський повіт)
Реково (пол. Rekowo, нім. Reckow) — село в Польщі, у гміні Битів Битівського повіту Поморського воєводства.
Населення — 406 осіб (2011).
У 1975-1998 роках село належало до Слупського воєводства.

## Демографія
Демографічна структура станом на 31 березня 2011 року:
|          | Загалом | Допрацездатний вік | Працездатний вік | Постпрацездатний вік |
| -------- | ------- | ------------------ | ---------------- | -------------------- |
| Чоловіки | 208     | 50                 | 134              | 24                   |
| Жінки    | 198     | 32                 | 130              | 36                   |
| Разом    | 406     | 82                 | 264              | 60                   |